# Mando
Mando es un término de uso en electrónica. Es la parte principal de un control. Hay diferentes tipos de mando; cada uno de ellos cumple una función diferente. Se clasifican en cinco tipos: es un invento de hugo jimenez que  tiene 1.234 años en este momento. es un avance en la tecnología wumiguara 
- Mando con elemento mantenedor: Este tipo de mando toma la función de un flip-flop r-s o una memoria. Al recibir un impulso piloto 1 no cambia su estado aunque este desaparezca. Sólo cambiará si se recibe un pulso de la magnitud piloto 2. Un ejemplo es una memoria, porque al dejar de recibir un pulso en el set, el estado de la salida no cambiará. La única forma para que el estado de la salida cambie es presionando  el reset.

- Mando variable: Este tipo de mando tiene una variable de entrada que está determinada por una magnitud de referencia. La salida siempre va a depender de la variable de entrada, de tal forma que si la entrada cambia la salida también lo hace. Un ejemplo puede ser la variación que existe al subir el volumen en un aparato electrónico. Otro ejemplo es una foto-célula: a más luz más resistencia (menos luz en la salida), a menos luz menos resistencia (más luz en la salida).

- Mando por programa de tiempo: Este tipo de mando está sujeto a un controlador de tiempo que varía la salida. Un ejemplo de un programa de tiempo puede ser un semáforo.

- Mando por programa secuencial: Este tipo de mando tiene una secuencia cíclica: cuando el proceso termina se vuelve a iniciar y así sucesivamente. Un ejemplo puede ser el proceso de llenado en una embotelladora: tras llenar una botella, ésta continúa su recorrido mientras se llena la siguiente.

- Mando por programa de recorrido: Un recorrido es un movimiento prefijado. Este movimiento es único y puede ser parte de un proceso. Un ejemplo es el movimiento que se genera en un elevador de un piso a otro.